# Sigmodon zanjonensis
Sigmodon zanjonensis es una especie de roedor de la familia Cricetidae.

## Distribución geográfica
Se encuentra en las montañas de Chiapas, México y Guatemala.